# ألبرت غراهام إنغلز
ألبرت غراهام إنغلز (بالإنجليزية: Albert Graham Ingalls)‏ هو عالم فلك وصحفي أمريكي، ولد في 16 يناير 1888 في نيويورك في الولايات المتحدة، وتوفي في 13 أغسطس 1958 في Cranford, New Jersey ‏ في الولايات المتحدة.